# Зборов (Рогачёвский район)
 Зборов (бел. Збароў) — деревня в Рогачёвском районе Гомельской области Беларуси. Административный центр Зборовского сельсовета.

## География

### Расположение
В 12 км на восток от районного центра и железнодорожной станции Рогачёв (на линии Могилёв — Жлобин), 133 км от Гомеля.

### Гидрография
На реке Днепр.

## Транспортная сеть
Транспортные связи по просёлочной, затем автомобильной дороге Рогачёв — Довск. Планировка состоит из дугообразной улицы, близкой к широтной ориентации, к которой с юга присоединяются 3 и с севера — 2 переулка. Застройка двусторонняя, неплотная, преимущественно деревянная, усадебного типа.

## История
Обнаруженные археологами городища раннего железного века, эпохи бронзы и Киевской Руси (в 1 км на восток от деревни) и курганный могильник (5 насыпей в 2,5-3 км на восток от деревни) свидетельствуют о заселении этих мест с давних времён. В 1968 году во время сельскохозяйственных работ около деревни найдены бусы, которые включают в себя 14 бумажек и 6 серебряных подвесок, похожие встречаются в старинных русских курганах XI века. По письменным источникам известна с XVI века. В 1682 году поместье Зборов принадлежал Радзивиллам. В 1696 году селение в приходе Рогачёвской замковой церкви. В 1749 году построена деревянная церковь. Упоминается в 1756 году как село Зборово в Заднепровском войтовстве Рогачёвского староства.
После 1-го раздела Речи Посполитой (1772 год) в составе Российской империи. С 1880 года действовал хлебозапасный магазин. Согласно переписи 1897 года действовали церковь, школа грамоты, хлебозапасный магазин, 2 ветряные мельницы, питейный дом. В 1905 году открыто народное училище (в 1907 — 47 учеников), которое размещалась в наёмном крестьянском доме, а в 1912 году для неё построено здание. В 1909 году 2148 десятин земли, в Кистенёвской волости Рогачёвского уезда Могилёвской губернии. В результате пожара в 1910 году сгорели 84 двора.
С 20 августа 1924 года центр Зборовского сельсовета Рогачёвского района Бобруйского (до 26 июля 1930 года) округа, с 20 февраля 1938 года Гомельской области. В 1930 году организован колхоз. 2 жителя погибли в советско-финскую войну. Во время Великой Отечественной войны в боях за деревню и окрестности погибли 69 советских солдат (похоронены в братской могиле около школы). На фронтах и в партизанской борьбе погиб 161 житель из деревень Зборовского сельсовета, память о них увековечивает обелиск, установленный в 1965 году в центре деревни. Освобождена 24 февраля 1944 года. 77 жителей погибли на фронте. Согласно переписи 1959 года центр колхоза «Новый путь». Расположены механическая мастерская, 9-летняя школа, Дом культуры, библиотека, детский сад, фельдшерско-акушерский пункт, магазин, отделение связи.
В состав Зборовского сельсовета входила до 1943 года деревня Возрождение, которую сожгли каратели 23 сентября 1943 года (25 дворов), погиб 61 житель, не возродилась, увековечена в мемориальном комплексе «Хатынь».

## Население

### Численность
- 2004 год — 202 хозяйства, 495 жителей.

### Динамика
- 1881 год — 114 дворов, 634 жителя.
- 1897 год — 156 дворов, 1083 жителя (согласно переписи).
- 1909 год — 170 дворов, 1322 жителя.
- 1925 год — 200 дворов.
- 1959 год — 944 жителя (согласно переписи).
- 2004 год — 202 хозяйства, 495 жителей.

## Культура
- Дом культуры
- Эко-музей «Тайны целебных растений» на базе Зборовского Дома культуры
- Музей ГУО "Зборовская базовая школа имени К. Н. Осипова"

## Известные уроженцы
- К. Н. Осипов — Герой Советского Союза (его имя носит одна из улиц Гомеля).